# Sattelbogen (Oberpfalz)
Sattelbogen is een plaats in de Duitse gemeente Traitsching, deelstaat Beieren.